# The New Yardbirds
Il nome The New Yardbirds fu provvisoriamente usato da Jimmy Page per concludere una tournée in Scandinavia (1968), precedentemente messa sotto contratto agli Yardbirds, i quali si erano sciolti pochi mesi prima.
I componenti erano John Paul Jones (basso, tastiere, mandolino), Robert Plant (voce e armonica) e John Bonham (batteria e percussioni), i quali, terminati i concerti "obbligatori" degli Yardbirds, approvarono la proposta di Jimmy Page (chitarre) di cambiare il proprio nome in Led Zeppelin.
La scaletta dei brani suonati durante questa tournée corrisponde alle canzoni presenti in Led Zeppelin, i quali comunque ebbero modo di riutilizzare in seguito il nome New Yardbirds in alcune date live agli inizi di carriera, per sfruttare la fama del nome Yardbirds.
Un'altra versione vuole che il nome "The New Yardbirds" sia stato temporaneamente riesumato in attesa della risoluzione di un'azione legale intentata dagli eredi del conte Zeppelin per impedire l'uso del nome di famiglia da parte di una band rock.